# Siempre en domingo (película de 1984)
Siempre en domingo es una película mexicana de 1984 del género comedia y musical dirigida por Rene Cardona Jr. Está protagonizada por Raúl Velasco y filmada en la Ciudad de México.

## Trama
Siempre en domingo es una película mexicana, de comedia y musical, dirigida por René Cardona Jr. que sitúa la historia un domingo cualquiera, cuando el popular y exitoso programa de televisión, "Siempre en domingo", está por iniciar. Minutos antes de la emisión semanal, el conductor del mismo, Raúl Velasco, se lleva la sorpresa de encontrar a un bebe en las puertas del estudio, con una nota, donde su madre, una joven soltera, confiesa no poder con la obligación y prefiere darle una buena vida, considerando que Velasco es la persona indicada para cuidarlo. Ante tal dilema, Raúl Velasco decide recordar sus tiempos de reportero y lanzar una investigación para encontrar a la madre de la criatura, para la cual, envía a algunos de sus amigos e invitados para dar con el paradero. Mientras su investigación sucede, el programa debe continuar y entre las presentaciones de varios músicos, el conductor va averiguando más de la historia del bebé.
Puede considerarse a esta producción como la última que muestra el interior de lo que fueron las instalaciones del antiguo Televicentro, mismas que pueden observarse en algunas tomas (como el llamado "Pasillo de las estrellas" donde había grabadas en el piso las firmas de artistas famosos de la televisión y radio de anteriores décadas) apenas unos meses antes de que se derrumbaran o resultaran seriamente dañados en el terremoto de 1985. A partir de entonces todo el conjunto fue objeto de una reconstrucción y rediseño que lo modificó por completo, siendo renombrado a partir de entonces como Televisa Chapultepec.

## Reparto
- Raúl Velasco
- Miguel Ángel Ferriz
- Laura Flores
- Luis Miguel
- José José
- Yuri
- Emmanuel
- Olga Breeskin
- Lupita D'Alessio
- Rafael Inclán
- Manuel «Flaco» Ibáñez
- Ariadne Welter
- Tito Junco
- Juan Gabriel
- Rocío Dúrcal
- Vikki Carr
- Dulce
- Brigitte Aube
- Beatriz Adriana
- José Luis Rodríguez "El Puma"
- Manoella Torres
- Kippy Casado
- Carlos Riquelme
- René Cardona
- Humberto Elizondo
- Emilia Guiú

## Canciones
- "Lo dudo", escrita por Manuel Alejandro y Ana Magdalena, interpretada por José José

- "Estoy loco", escrita pot Juan Carlos Noroña, interpretada por Emmanuel

- "Decidete", escrita por Pedro Villa interpretada por Luis Miguel

- "El Son de la negra", escrita por Rubén Fuentes y Silvestre Vargas interpretada por el Mariachi Vargas de Tecalitlán

- "Mentiras", escrita por Alejandro Jaén interpretada por Lupita D'Alessio

- "Heridas", escrita por Rafael Pérez Botija y María Enriqueta Ramos Núñez interpretada por Dulce

- "Alegre y enamorado", escrita por Antonio Zamora interpretada por Beatriz Adriana

- "Soy un garabato", escrita por Lolita de la Colina interpretada por Yuri

- "Culpable soy yo", escrita por J.M. Puron interpretada por José Luis Rodríguez «El Puma»

- "La gata bajo la lluvia", escrita por Rafael Pérez Botija interpretada por Rocío Dúrcal